# Lautaro Morales
Lautaro Alberto Morales, född 16 december 1999, är en argentinsk fotbollsmålvakt som spelar för Lanús.

## Klubbkarriär
Morales kom till Lanús 2011. Han blev inför säsongen 2019/2020 uppflyttad i A-laget, men var endast reservmålvakt under säsongen. Morales debuterade för A-laget den 28 oktober 2020 i en 3–2-vinst över São Paulo i Copa Sudamericana.

## Landslagskarriär
I juni 2021 blev Morales uttagen i Argentinas trupp till olympiska sommarspelen 2020 i Tokyo.